# Маклер
Ма́клер або фактор  — посередник при здійсненні операцій на фондових, товарних і валютних біржах, а іноді і при укладанні страхових, фрахтових, житлових та інших договорів. У англомовних країнах називається брокером. Маклер — член фондової біржі, що підтримує організований ринок цінних паперів. Купує та продає цінні папери за свій рахунок. Виконує роль брокера для брокерів-комісіонерів. Маклер зобов'язаний ставити інтереси клієнтів вище власних.
Маклер — посередник між продавцем і покупцем. У СРСР в основному були відомі квартирні маклери. У міру становлення капіталізму деякі перетворилися на рієлтерів і рієлтерські агентства. Відповідно до західної моделі, маклер — особа, професійно зайнята посередництвом при покупці і продажі товарів, цінних паперів, послуг, страхувань, покликане сприяти висновку операцій купівлі-продажу шляхом зведення партнерів по операції.

## Різновиди
- Біржові маклери в західних країнах входять до складу персоналу біржі, ведуть торги і реєструють усну згоду брокерів продавця і покупця на укладення оборудки.
- Маклер курсовий — біржовий маклер, що відає котируваннями курсів цінних паперів або валют.
- Маклер страховий — посередник між страховиком і страхувальником, у випадку, якщо він безпосередньо полягає в штаті страхової компанії — страховий агент.

Маклер отримує винагороду. Як правило, від кожної із сторін, що беруть участь в операції, в розмірі, залежному від суми операції.